# 布拉德福德 (紐約州)
布拉德福德（英語：Bradford）是一個位於美國紐約州斯托本縣的鎮。

## 人口
根據2020年美國人口普查的數據，布拉德福德的面積為65.36平方千米，當中陸地面積為65.06平方千米，而水域面積為0.30平方千米。當地共有人口811人，而人口密度為每平方千米12人。